# 電台街駅
電台街駅（でんだいがい-えき）は、中華人民共和国吉林省長春市に位置する長春軌道交通3号線の駅である。

## 駅構造
- 相対式ホーム2面2線の地上駅。

## 歴史
- 2002年10月30日 - 開業。

## 隣の駅
長春軌道交通
■長春軌道交通3号線
湖光路駅 - 電台街駅 - 前進西駅